# Мокрый Еланчик
Мо́крый Ела́нчик — река в России и на Украине (в ДНР), впадает в Таганрогский залив Азовского моря. Длина 105 км. Площадь водосборного бассейна 1390 км². Уклон 1,3 м/км. Долина корытоподобная.
Питается за счёт атмосферных осадков. Ледостав неустойчив (с декабря по начало марта). Используется для сельскохозяйственных нужд.
Берёт начало на северо-западной части Амвросиевки. Течёт на юг по территории Амвросиевского и Новоазовского районов Донецкой области, Неклиновского и Матвеево-Курганского районов Ростовской области. Впадает в Азовское море у села Весело-Вознесенка. На реке устроены пруды. Крупнейший правый приток Мокрого Еланчика — река Сухой Еланчик.